# Powiat Niwa
Powiat Niwa (jap. 丹羽郡 Niwa-gun) – powiat w Japonii, w prefekturze Aichi. W 2020 roku liczył 58 444 mieszkańców.

## Miejscowości
- Fusō
- Ōguchi

## Historia[2]

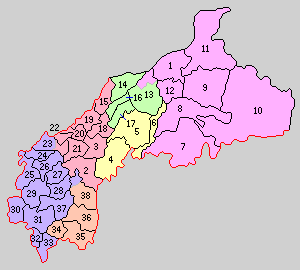
Powiat Niwa (1–38 – 1889 r.)

- Powiat został założony 20 grudnia 1878 roku. Wraz z utworzeniem nowego systemu administracyjnego 1 kwietnia 1889 roku powiat Niwa został podzielony na 1 miejscowość oraz 37 wiosek[3].
- 6 października 1890 – z części wioski Imai powstała wioska Ikeno. (1 miejscowość, 38 wiosek)
- 18 kwietnia 1892 – wioska Iwakura zdobyła status miejscowości. (2 miejscowości, 37 wiosek)
- 18 listopada 1893 – część wsi Toyohara została włączona do wioski Higashino.
- 26 listopada 1894 – wioska Koori zdobyła status miejscowości i zmieniła nazwę na Hotei. (3 miejscowości, 36 wiosek)
- 19 sierpnia 1895 – część wsi Oguchi została włączona do wioski Kashiwamori.
- 2 listopada 1896 – wioska Kochino zdobyła status miejscowości. (4 miejscowości, 35 wiosek)
- 30 listopada 1896 – wioska Toyohara zmieniła nazwę na Sebe.
- 1 maja 1906 – miały miejsce następujące połączenia: (4 miejscowości, 24 wioski)
  - miejscowość Kochino, wioski Higashino, Wakatsu, Asahi, Ryōtakaya, Akitsu (część), Sakae (część) → miejscowość Kochino,
  - miejscowość Hotei, wioski Akitsu (część), Sakae (część) → miejscowość Hotei,
  - wioski Toyotomi, Aoki, Ukino, Osana (część) → wioska Chiaki,
  - miejscowość Iwakura, wioski Toyoaki, Shimano, Osana (część) → miejscowość Iwakura.
- 1 lipca 1906 – miały miejsce następujące połączenia: (4 miejscowości, 17 wiosek)
  - wioski Kokonokaichiba, Futakawa, 三重島村, Takamori (część) → wioska Tan’yō,
  - wioski Takamori (część), Asabuchi, Akawa, Honami, Tokinoshima, Sebe → wioska Nishinari.
- 1 października 1906 – miały miejsce następujące połączenia: (4 miejscowości, 9 wiosek)
  - miejscowość Inuyama, wioski Iwahashi, Takao (część) → miejscowość Inuyama,
  - wioski Yamana, Toyokuni, Takao (część), Kashiwamori (część) → wioska Fusō,
  - wioski Oguchi, Tominari, Ōta, Kashiwamori (część) → wioska Ōguchi,
  - wioski Zenjino, Iwata, Imai → wioska Jōtō.
- 20 września 1940 – wioska Nishinari została włączona do miasta Ichinomiya. (4 miejscowości, 8 wiosek)
- 1 sierpnia 1952 – wioska Fusō zdobyła status miejscowości. (5 miejscowości, 7 wiosek)
- 1 kwietnia 1954 – miejscowość Inuyama powiększyła się o teren wiosek Jōtō, Ikeno, Haguro i Gakuden i zdobyła status miasta. (4 miejscowości, 3 wioski)
- 1 czerwca 1954 – w wyniku połączenia miejscowości Hotei, Kochino oraz Miyata i wioski Kusai (obu z powiatu Haguri) powstało miasto Kōnan. (2 miejscowości, 3 wioski)
- 1 stycznia 1955 – wioska Tan’yo została włączona do miasta Ichinomiya. (2 miejscowości, 2 wioski)
- 7 kwietnia 1955 – wioska Chiaki została włączona do miasta Ichinomiya. (2 miejscowości, 1 wioska)
- 1 kwietnia 1962 – wioska Ōguchi zdobyła status miejscowości. (3 miejscowości)
- 1 grudnia 1971 – miejscowość Iwakura zdobyła status miasta. (2 miejscowości)